# Mitsubishi Fuso Truck and Bus Corporation

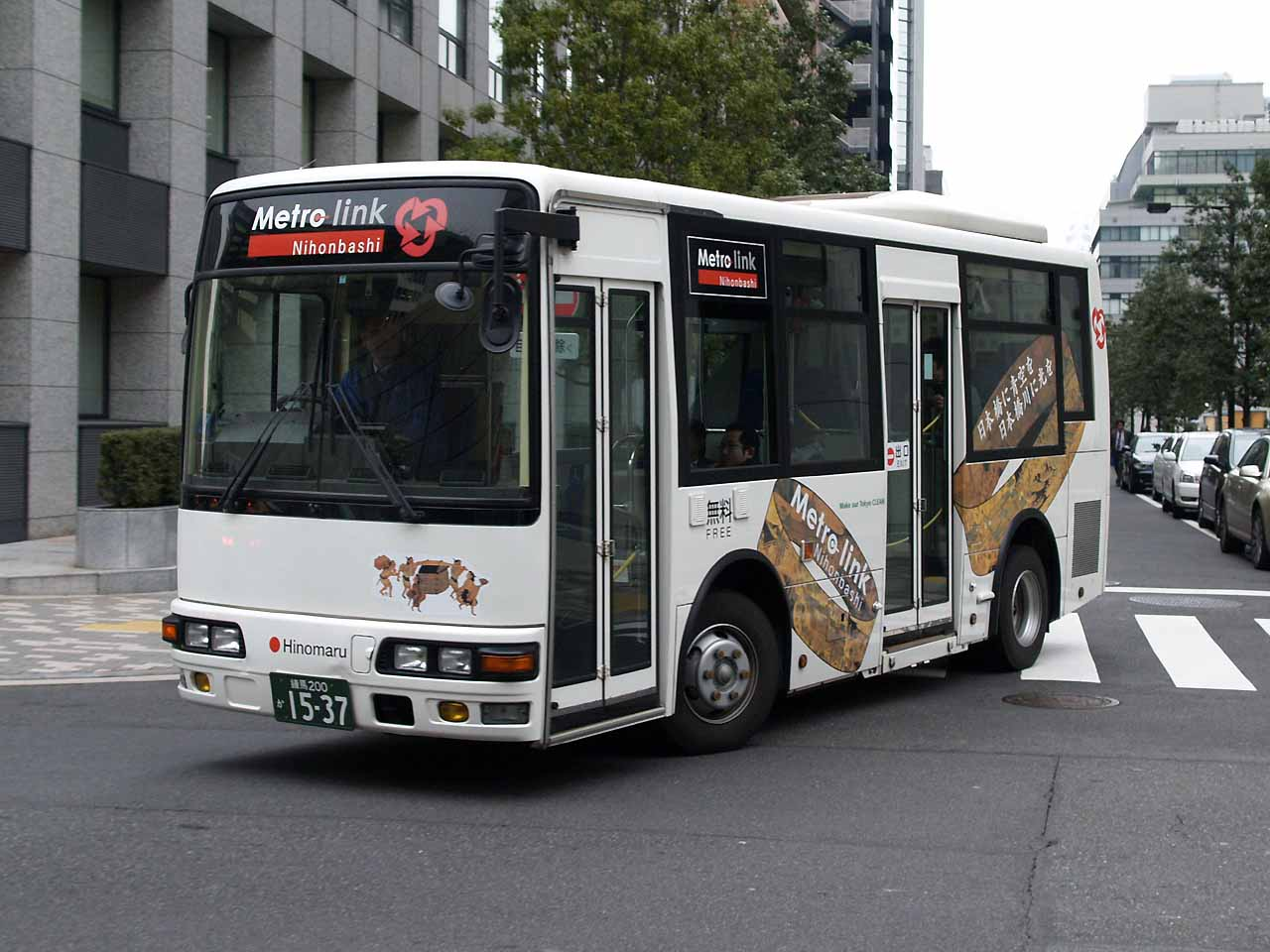
Mitsubishi Fuso Aero Midi ME PA-ME17DF

A Mitsubishi Fuso é uma marca de veículos comerciais japonesa pertencente a Daimler Truck.

## Modelos
- Mitsubishi Fuso Canter
- Mitsubishi Fuso Fighter
- Mitsubishi Fuso Super Great
- Mitsubishi Fuso Rosa

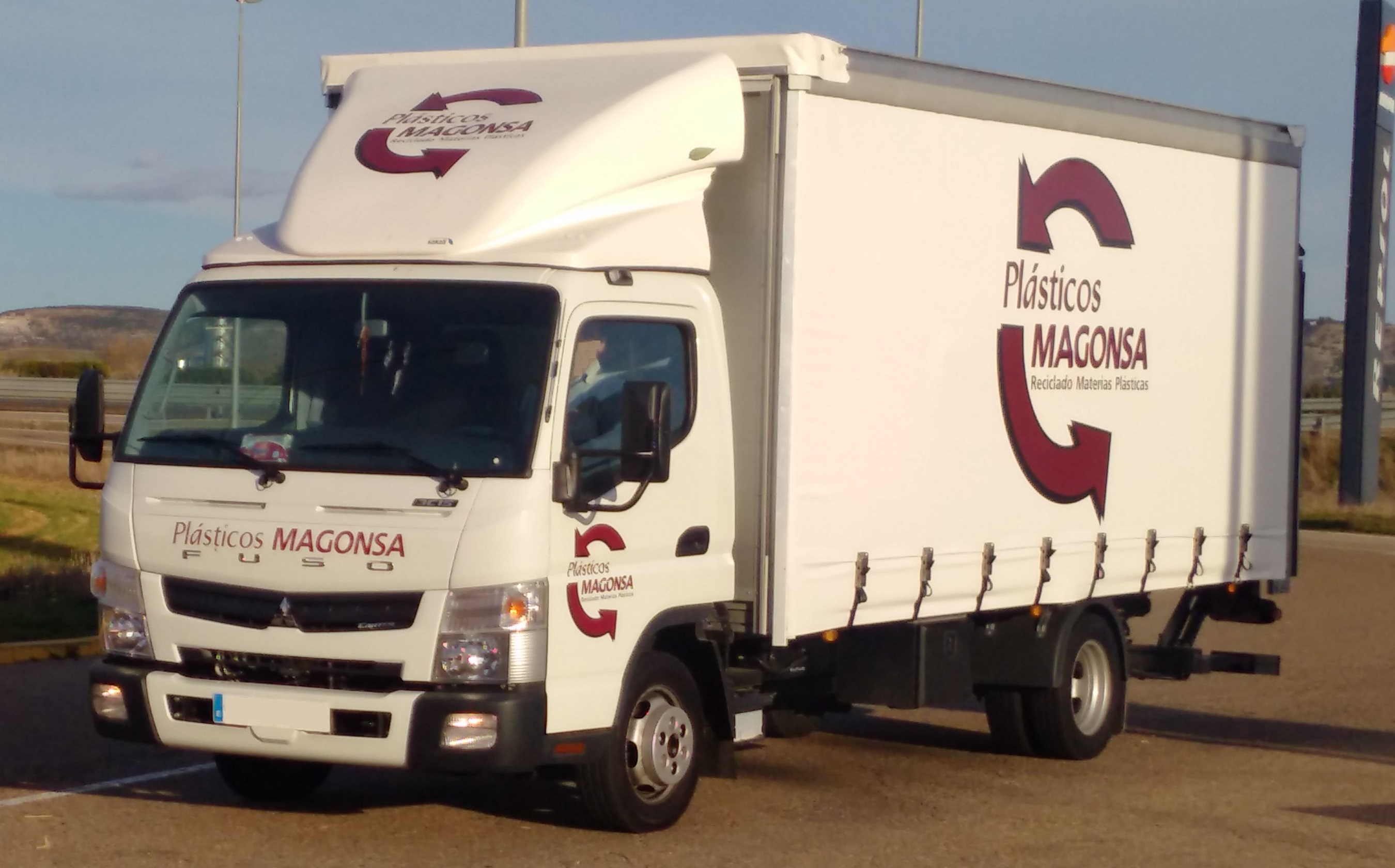
Fuso Canter 3C13, 8ª Geração em Espanha.

- Mitsubishi Fuso Aero Midi
- Mitsubishi Fuso Aero Star
- Mitsubishi Fuso Aero Queen
- Mitsubishi Fuso Aero Bus
- Mitsubishi Fuso Aero Ace